# قیچی نخ

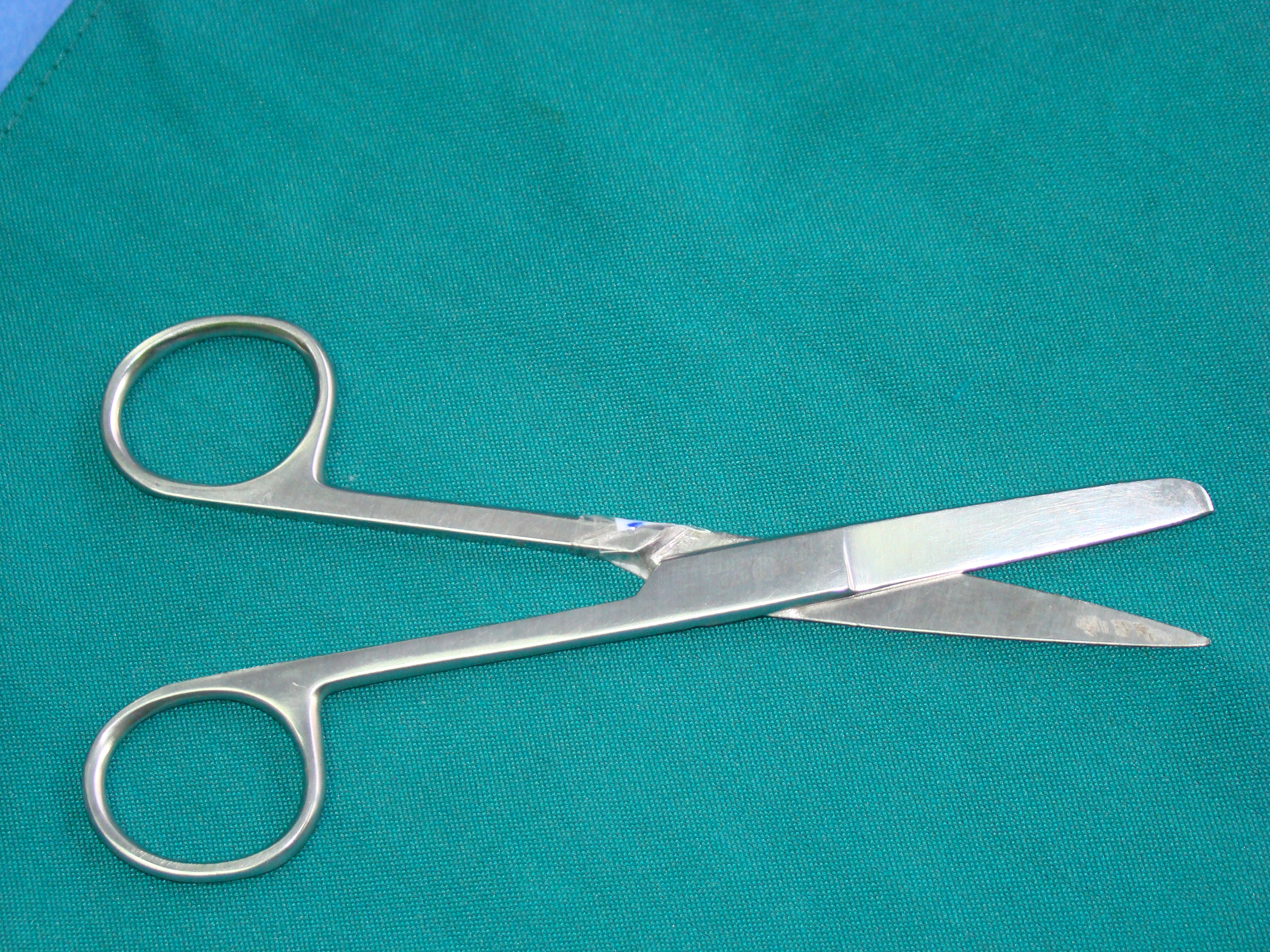
قیچی نخ

قیچی نخ یکی از ابزارهای پزشکی است که برای بریدن نخ‌های بخیه و گازها استفاده می‌شود. یک سر آن که دارای نوک بلانت(کند) است برای بریدن نخ اضافی بخیه بعد از زدن بخیه کاربرد دارد تا از آسیب بافت‌های مجاور جلوگیری نماید. سر تیز آن نیز برای بریدن بخیه هنگام کشیدن بخیه کاربرد دارد زیرا به راحتی به زیر گره بخیه رفته و آن را می‌برد.